# NGC 6632
NGC 6632 is een spiraalvormig sterrenstelsel in het sterrenbeeld Hercules. Het hemelobject werd op 24 juni 1864 ontdekt door de Duitse astronoom Albert Marth.

## Σ 2315 (HD 169718)
Vanaf de aarde gezien bevindt het stelsel NGC 6632 zich schijnbaar net ten noorden van de dubbelster Struve 2315 (Σ 2315 / HD 169718). Amateurastronomen kunnen Σ 2315 aanwenden als gidsobject om het stelsel NGC 6632 op te sporen. Net ten noorden van NGC 6632 is de iets minder opvallende ster HD 336085 te vinden.

## Synoniemen
- UGC 11226
- MCG 5-43-18
- ZWG 172.32
- IRAS 18230+2730
- PGC 61849